# Balls
Balls è il diciottesimo album in studio del gruppo musicale statunitense Sparks, pubblicato nel 2000.

## Tracce
1. Balls – 4:24
2. More Than a Sex Machine – 5:04
3. Scheherazade – 4:29
4. Aeroflot – 4:28
5. The Calm Before the Storm – 4:03
6. How to Get Your Ass Kicked – 4:19
7. Bullet Train – 4:20
8. It's a Knockoff – 3:42
9. Irreplaceable – 5:06
10. It's Educational – 4:02
11. The Angels – 4:48